# Мерети
Мерети (на грузински: მერეთი) е село в централна Грузия, част от община Гори на област Вътрешна Картли. Населението му е около 966 души (2014).
Разположено е на 850 метра надморска височина на южните склонове на Голям Кавказ, на 9 километра източно от Цхинвали и на 27 километра северно от Гори.

## Известни личности
Родени в Мерети
- Димитри Кипиани (1814 – 1887), политик